# Sociedad Misionera de Londres
La Sociedad Misionera de Londres fue una sociedad misionera evangélica interdenominacional.  Dispone de misiones en las islas del Pacífico Sur y África. En la actualidad forma parte del Council for World Mission (CWM).

## Orígenes
Fue fundada en Inglaterra en 1795 por evangélicos. La propuesta de creación de una Sociedad Misionera que promoviera la difusión del cristianismo vino de mano del ministro William Carey. Éste sugirió al ministro bautista John Ryland unir fuerzas con otros y utilizar la causa común de la lucha contra la esclavitud para lograr vencer las dificultades que encontraban los evangelistas su obra misionera, ya que su Iglesia estaba muy atomizada y sus misiones con demasiada frecuencia solo llegaban a un pequeño grupo de personas y resultaban muy difíciles de sostener.
La sociedad tiene por objeto ser más eficaces mediante la creación de un foro en el que los evangelistas puedan trabajar juntos, dando a las misiones en el extranjero más líneas de apoyo financiero y una mejor coordinación, incluido soporte contra sus opositores que desean no tener restricciones comerciales y/o militares en sus relaciones con los pueblos nativos. El objetivo es conseguir que las misiones tengan viabilidad a más largo plazo y un mayor éxito.
En 1966, se fusionó con la Commonwealth Missionary Society para formar el Congregational Council for World Mission.